# Torovo
Torovo je naselje v občini Občini Vodice.